# فرانسوا جورج بيكو
فرانسوا ماري دينيس جورج - بيكو (بالفرنسية: François Georges-Picot)‏ (باريس 21 ديسمبر 1870 – باريس 20 يونيو 1951) كان سياسي ودبلوماسي فرنسي وقّع اتفاقية سايكس-بيكو عن الجانب الفرنسي بعد الحرب العالمية الأولى لاقتسام مناطق النفوذ مع بريطانيا في منطقة الهلال الخصيب وأراضي أخرى كانت تابعة للإمبراطورية العثمانية. فيما بعد، كان مسؤولاً عن إلحاق مناطق المشرق العربي للنفوذ الفرنسي والتأسيس للانتداب الفرنسي على سوريا.

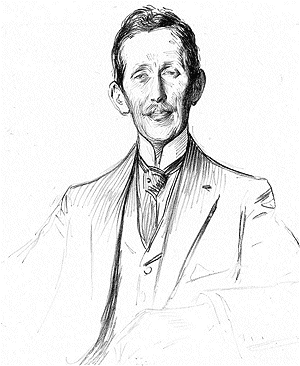
فرانسوا ماري دينيس جورج - بيكو

وقع معه الاتفاق آنذاك البريطاني مارك سايكس وشهد على الاتفاق روسيا القيصرية ممثلة بسيرجي سازانوف.